# Lozorno
Lozorno je obec na Slovensku v okrese Malacky. Patří do Bratislavského kraje.
Nachází se v nadmořské výšce 187 m n. m., průměrná roční teplota je 10 °C a průměrné roční srážky okolo 600 mm. Lozorno leží v blízkosti západních svahů Malých Karpat, v jižní části Záhorské nížiny. V obci se nachází kostel sv. Kateřiny, panny a mučednice z Alexandrie, který pochází z roku 1629. Dalšími památkami jsou sochy sv. Jana Nepomuckého a sv. Floriána.

## Historie
Název obce se v průběhu dějin často měnil. Například v roce 1438 byla pojmenována Ezelarn, v roce 1589 Zorno a teprve od roku 1773 dostává svůj dosavadní název Lozorno. Osídlení okolí je už známé od 14. století, kdy si obyvatelé svoje obydlí stavěli okolo Suchého potoka. První písemná zmínka o obci je z roku 1438. V 16. století se do obce přestěhovali chorvatští přistěhovalci, kteří jsou předky většiny dnešních obyvatel obce. V té době se obyvatelé živili prací na polích, tkalcovstvím, vinohradstvím a pěstováním zeleniny.
Ze 17. století pochází nejstarší pečeť obce – sv. Katarína se svými atributy, nástroji svých mučitelů – s ozubeným kolem a mečem s palmovou ratolestí.
Na začátku 19. století v obci začala fungovat církevní škola. Asi v roce 1933 její úlohu převzala měšťanská škola. Přibližně v letech 1970–1990 byla používána jako mateřská škola a poté byla zbourána za účelem výstavby rodinných domů.

## Současnost
Obec leží 24 km od Bratislavy a nedaleko obce je sjezd z dálnice D2 Bratislava – Kúty – Praha, díky čemuž je dobré spojení s hlavním městem.
Nad obcí se nachází vodní nádrž, ze které vytéká Suchý potok a dále pokračuje přes vesnici. U vodní nádrže se každoročně setkávají obyvatelé Lozorna a okolních dědin na Rybářských zábavách.
V obci se nachází tříhvězdičkový hotel, který poskytuje i restaurační služby.

## Sport
Fotbalový klub ŠK Lozorno hraje 3. ligu-BA. V obci je k dispozici pro domácí zápasy stadión s kapacitou 850 fanoušků. Dalšími sportovní aktivity může obec nabídnou jako turistiku, cykloturistiku, tenis, golf a další.

## Osobnosti
- Anton Tkáč (1951–2022), bývalý československý reprezentant v dráhové cyklistice